# Here with Me (chanson de Dido)
Pour les articles homonymes, voir Here with Me.
Singles de Dido
Don't Think of Me
(2000)
Here with Me est le premier extrait de l'album de Dido No Angel.

## Clip vidéo
La vidéo illustrant la chanson a été tournée à Vancouver sous la direction de Liz Friedlander.

## Liste des pistes
1. Here with Me - radio edit (Dido Armstrong, Pascal Gabriel, Paul Statham)
2. Here with Me - Lukas Burton mix

## Notoriété
- C'est la bande son de la série télévisée américaine Roswell.